# Saison 2009-2010 de l'OGC Nice
Chronologie
Saison précédente Saison suivante
La saison 2009-2010 de l'OGC Nice commence le 29 juin 2009 avec la reprise de l'entraînement. Le club est engagé dans trois compétitions, et commence ses matches de compétition officielle le 8 août 2009 avec la première journée de Ligue 1. Le club est aussi engagé en Coupe de France et en Coupe de la Ligue.

## Résumé de la saison

### Championnat
L'OGC Nice finit la saison de Ligue 1 à la neuvième place.
Cette saison sera la dernière de Frédéric Antonetti en tant qu'entraîneur du club, il sera remplacé par Didier Ollé-Nicolle à partir de juin.

### Coupe de France
L'OGC Nice est éliminé en seizièmes de finale par l'AS Monaco sur un score de 1-0

### Coupe de la Ligue
L'OGC Nice s'impose 3 - 0 face à l'US Créteil en huitièmes de finale. En quarts de finale, ils battent Le Havre AC 1 - 0.
Le club atteindra ainsi les demi-finales contre Vannes OC. Après un score de 1 - 1 les vannetais s'imposent aux tirs au but (4-3).

## Transferts

### Été 2009
(mai 2013).
| Nom                 | Nationalité | Transfert      | Provenance/Destination | Division |
| Arrivées            |             |                |                        |          |
| Didier Ollé-Nicolle | France      | fin de contrat | Clermont Foot          | Ligue 2  |
| Prêts               |             |                |                        |          |
| Retours de prêt     |             |                |                        |          |
| Départs             |             |                |                        |          |
| Frédéric Antonetti  | France      | fin de contrat | Stade rennais FC       | Ligue 1  |
| Prêts               |             |                |                        |          |
| Retours de prêt     |             |                |                        |          |

## Saison 2009-2010

### Équipementier et sponsors
L'OGC Nice a pour équipementier la marque italienne Lotto.
Les sponsors de l'OGC Nice sont Nasuba Express, la métropole Nice Côte d'Azur et Pizzorno Environnement.

### Derbys de la saison

#### Championnat
| Club     | Aller     | Total | Retour    | Club                   |
| -------- | --------- | ----- | --------- | ---------------------- |
| OGC Nice | 1-3 (J6)  | 3-6   | 2-3 (J22) | AS Monaco FC           |
| OGC Nice | 1-3 (J16) | 2-7   | 1-4 (J32) | Olympique de Marseille |

### Classements

#### Général
mis à jour le 28 mai 2013
| Rang | Équipe                 | Pts | J  | G  | N  | P  | Bp | Bc | Diff |
| ---- | ---------------------- | --- | -- | -- | -- | -- | -- | -- | ---- |
| 13   | Paris Saint-Germain    | 47  | 38 | 12 | 11 | 15 | 50 | 46 | +4   |
| 14   | Toulouse FC            | 47  | 38 | 12 | 11 | 15 | 36 | 36 | 0    |
| 15   | OGC Nice               | 44  | 38 | 11 | 11 | 16 | 41 | 57 | -16  |
| 16   | FC Sochaux-Montbéliard | 41  | 38 | 11 | 8  | 19 | 28 | 52 | -24  |
| 17   | AS Saint-Étienne       | 40  | 38 | 10 | 10 | 18 | 27 | 45 | -18  |

Source : Classement de Ligue 1 sur le site de la LFP.

Règles de classement : 1. points ; 2. différence de buts ; 3. buts marqués ; 4. différence de buts particulière ; 5. classement du fair-play.

#### Domicile
mis à jour le 28 mai 2013
| Rang | Équipe                 | Pts | J  | G | N | P  | Bp | Bc | Diff |
| ---- | ---------------------- | --- | -- | - | - | -- | -- | -- | ---- |
| 12   | Toulouse FC            | 28  | 19 | 8 | 4 | 7  | 19 | 16 | +3   |
| 13   | Valenciennes FC        | 28  | 19 | 7 | 7 | 5  | 23 | 21 | +2   |
| 14   | OGC Nice               | 28  | 19 | 7 | 7 | 5  | 23 | 23 | 0    |
| 15   | FC Sochaux-Montbéliard | 25  | 19 | 8 | 1 | 10 | 18 | 29 | -11  |
| 16   | Le Mans FC             | 24  | 19 | 6 | 6 | 7  | 22 | 25 | -3   |

#### Extérieur
mis à jour le 28 mai 2013
| Rang | Équipe                 | Pts | J  | G | N | P  | Bp | Bc | Diff |
| ---- | ---------------------- | --- | -- | - | - | -- | -- | -- | ---- |
| 12   | AS Saint-Étienne       | 18  | 19 | 5 | 3 | 11 | 14 | 29 | -15  |
| 13   | AS Monaco FC           | 17  | 19 | 4 | 5 | 10 | 13 | 31 | -18  |
| 14   | OGC Nice               | 16  | 19 | 4 | 4 | 11 | 18 | 34 | -16  |
| 15   | FC Sochaux-Montbéliard | 16  | 19 | 3 | 7 | 9  | 10 | 23 | -13  |
| 16   | Paris Saint-Germain    | 15  | 19 | 3 | 6 | 10 | 18 | 26 | -8   |

#### Résultats par journée
| Journée   | 01 | 02 | 03  | 04  | 05  | 06  | 07  | 08  | 09  | 10  | 11  | 12  | 13  | 14  | 15  | 16  | 17  | 18  | 19  | 20  | 21  | 22  | 23  | 24  | 25  | 26  | 27  | 28  | 29  | 30  | 31  | 32  | 33  | 34  | 35  | 36  | 37  | 38  |
| --------- | -- | -- | --- | --- | --- | --- | --- | --- | --- | --- | --- | --- | --- | --- | --- | --- | --- | --- | --- | --- | --- | --- | --- | --- | --- | --- | --- | --- | --- | --- | --- | --- | --- | --- | --- | --- | --- | --- |
| Terrain   | E  | D  | E   | D   | E   | D   | E   | D   | E   | D   | E   | D   | E   | D   | E   | D   | E   | E   | D   | E   | D   | E   | D   | E   | D   | E   | D   | E   | D   | E   | D   | E   | D   | D   | E   | D   | E   | D   |
| Résultats | V  | N  | D   | D   | D   | D   | N   | V   | D   | V   | D   | V   | V   | V   | D   | D   | D   | N   | N   | D   | D   | D   | N   | D   | V   | D   | D   | V   | V   | V   | N   | D   | N   | V   | N   | N   | N   | N   |
| Points    | 3  | 4  | 4   | 4   | 4   | 4   | 5   | 8   | 8   | 11  | 20  | 14  | 17  | 20  | 20  | 20  | 20  | 21  | 22  | 22  | 22  | 22  | 23  | 23  | 26  | 26  | 26  | 29  | 32  | 35  | 36  | 36  | 37  | 40  | 41  | 42  | 43  | 44  |
| Place     | 5e | 6e | 14e | 15e | 18e | 19e | 19e | 18e | 19e | 14e | 16e | 15e | 13e | 12e | 14e | 14e | 16e | 16e | 16e | 16e | 16e | 16e | 17e | 17e | 17e | 17e | 17e | 16e | 16e | 16e | 15e | 16e | 16e | 15e | 15e | 15e | 15e | 15e |

Source : lfp.fr (Ligue de football professionnel)
Terrain : D = Domicile ; E = Extérieur. Résultat : D = Défaite ; N = Nul ; V = Victoire.

### Statistiques diverses

#### Meilleurs buteurs
Ligue 1
|    | Buteur             | Buts |
| -- | ------------------ | ---- |
| 1  | Loïc Rémy          | 14   |
| 2  | Chaouki Ben Saada  | 6    |
| 3  | Emerse Faé         | 4    |
| 4  | Anthony Mounier    | 2    |
| 5  | Éric Mouloungui    | 2    |
| 6  | David Hellebuyck   | 2    |
| 7  | Mickaël Poté       | 2    |
| 8  | Ismaël Gace        | 1    |
| 9  | Mahamane Traoré    | 1    |
| 10 | Didier Digard      | 1    |
| 11 | Olivier Echouafni  | 1    |
| 12 | Renato Civelli     | 1    |
| 13 | Mamadou Bagayoko   | 1    |
| 14 | Kafoumba Coulibaly | 1    |

#### Meilleurs passeurs
|    | Passeur           | Passes |
| -- | ----------------- | ------ |
| 1  | Anthony Mounier   | 6      |
| 2  | Emerse Faé        | 4      |
| 3  | Chaouki Ben Saada | 4      |
| 4  | Loïc Rémy         | 3      |
| 5  | Alain Cantareil   | 1      |
| 6  | Julien Sablé      | 1      |
| 7  | Ismaël Gace       | 1      |
| 8  | Onyekachi Apam    | 1      |
| 9  | Grégory Paisley   | 1      |
| 10 | David Ospina      | 1      |

#### Aiglon du mois
Chaque mois, les internautes élisent le meilleur joueur du mois écoulé sur le site officiel du club.
| Mois      | Joueur                |
| --------- | --------------------- |
| Août      | Chaouki Ben Saada     |
| Septembre | Loïc Rémy             |
| Octobre   | Loïc Rémy (2)         |
| Novembre  | Loïc Rémy (3)         |
| Décembre  | Anthony Mounier       |
| Janvier   | Didier Digard         |
| Février   | Didier Digard (2)     |
| Mars      | Chaouki Ben Saada (2) |
| Avril     | Anthony Mounier (2)   |
| Mai       | Emerse Faé            |

### Autres

#### Buts
- Premier but de la saison : Mahamane Traoré   39e lors de Saint-Étienne - Nice, le 8 août 2009.
- Premier penalty : Loïc Rémy   51e (pen.) lors de Nice - Toulouse, le 22 novembre 2009.
- Premier doublé : Mickaël Poté à la   67e minute puis à la   86e minute lors de Nice - Boulogne-sur-Mer, le 23 décembre 2009.
- But le plus rapide d'une rencontre : Loïc Rémy   2e lors de Nice - Saint-Étienne, le 15 mai 2010.
- But le plus tardif d'une rencontre : Emerse Faé   90+2e lors de Marseille - Nice, le 11 avril 2010.
- Plus grande marge : 3 buts
  - Nice 4 - 1 Lyon, le 24 octobre 2009.
- Plus grand nombre de buts marqués : 4 buts
  - Nice 4 - 1 Lyon, le 24 octobre 2009.
- Plus grand nombre de buts marqués en une mi-temps : 3 buts
  - Nice 3 - 2 Valenciennes FC, le 3 octobre 2009

#### Discipline
- Premier carton jaune : Drissa Diakité  14e lors de Saint-Étienne - Nice, le 8 août 2009.
- Premier carton rouge : Onyekachi Apam   81e lors de Nice - Montpellier, le 29 août 2009.
- Carton jaune le plus rapide : Ismaël Gace  5e lors de Lens - Nice, le 12 décembre 2009.
- Carton jaune le plus tardif : Anthony Mounier  90+4e lors de Le Mans FC - Nice, le 13 mars 2010.
- Carton rouge le plus rapide : Onyekachi Apam   44e lors de Nice - Marseille, le 5 décembre 2009.
- Carton rouge le plus tardif : Renato Civelli   90e lors de Monaco - Nice, le 30 janvier 2010.